# Orlando Guaita
Orlando Guaita Botta (Copiapó, Provincia de Copiapó, Chile, 16 de julio de 1939 - 17 de abril de 1974), fue un profesor de educación física y reconocido atleta chileno.

## Biografía
Fue hijo de Oreste Guaita Landa y Gumersinda Botta Ponce. Realizó sus estudios en la Escuela Emeterio Goyenechea y en el Liceo José Antonio Carvajal, ambos en la ciudad de Copiapó.
En 1951 continua sus estudios en el Colegio de los Padres Franceses de Valparaíso y en el Colegio San Pedro Nolasco, en Santiago de Chile. Estudió un año Pedagogía en Matemáticas y dos años Arquitectura, para decidirse posteriormente por Licenciatura en Educación Física en la Universidad de Chile.
Participó en diferentes torneos de básquetbol, pero el atletismo era su especialidad, le atraen las pruebas de fuerza, como el lanzamiento de la bala, del martillo y el disco.
En 1959 fue Campeón Juvenil Sudamericano, en lanzamiento del disco en Buenos Aires, Argentina, ganando medalla de oro. Posteriormente, en 1963, obtiene medalla de bronce en la especialidad de lanzamiento del martillo en el Sudamericano de Adultos de Colombia. A su vez, fue Campeón Nacional de Martillo entre los años 1960 a 1964. Viajó a Europa a perfeccionarse técnicamente, además de participar en diversos torneos en el Viejo Continente y en Estados Unidos. 
Dictó cursos y cátedras en Argentina, Chile, Colombia y Venezuela. En el año 1964, fue entrenador jefe de la delegación chilena en los Juegos Olímpicos de Tokio, Japón. Hizo clases en los siguientes colegios de Santiago: Padres Franceses, Manquehue, Verbo Divino, Hispano Americano y en el Instituto de Educación Física de la Universidad de Chile.
Perteneció al equipo Stade Francais, en el que trabajó como entrenador y jefe técnico. Fue Director Técnico en Selecciones Nacionales. Bajo sus órdenes estuvieron atletas de primer nivel, tales como Iván Moreno (Campeón Sudamericano de Velocidad), Alejandra Ramos, Leonardo Kistteiner, Jorge Grosser, Edmundo Warnke, Cristián Raab, Miriam Yutronic, Herman Haddat, Dominique Castillo y Santiago Gordon, entre otros.
En 1968 contrae matrimonio con la atleta chilena Cecilia Montecino Banderet, con quien tuvo un hijo llamado Rodrigo.
A su cargo estuvo la organización de varios torneos de atletismo, participando, además, en la Comisión Técnica del Comité Olímpico de Chile.
Una fuerte gripe mermó sus capacidades físicas. El sentido de responsabilidad con el deporte hace que abandone la prescripción médica, para ver sus dirigidos. Le sobrevino una bronquitis fulminante, falleciendo la madrugada del 17 de abril de 1974, cuando solo tenía 34 años de edad.

## Homenaje
El torneo anual más importante de atletismo que se realiza en Chile —el Grand Prix Sudamericano Orlando Guaita— lleva su nombre, como también Estadio Techado de Copiapó y un estadio techado ubicado en la Región Metropolitana, y a lo largo de Chile varias calles y pasajes le rinden tributo inmortal.